# Järna (region Sztokholm)
Järna – miejscowość (tätort) w Szwecji, w regionie administracyjnym (län) Sztokholm (gmina Södertälje).
Miejscowość położona jest w prowincji historycznej (landskap) Södermanland, ok. 15 km na południe od Södertälje. Na wschód od centrum Järna przebiega trasa europejska E4 i ma swój początek/koniec droga krajowa nr 57 (Riksväg 57) do Katrineholm. Järna jest węzłem kolejowym, gdzie od linii kolejowej Västra stambanan odchodzi linia Nyköpingsbanan. Järna jest jedną ze stacji sztokholmskiego Pendeltågu (linia J37, Södertälje – Gnesta).
W Ytterjärna, na południowy wschód od centrum Järna w pobliżu węzła drogowego na autostradzie E4, znajduje się centrum kultury Kulturhuset i Ytterjärna, stanowiące główny ośrodek antropozoficzny w Szwecji. Otwarty w 1992 r. budynek centrum został zaprojektowany przez duńskiego architekta związanego z Järna, Erika Asmussena.
W 2010 r. Järna liczyła 6377 mieszkańców.

## Galeria

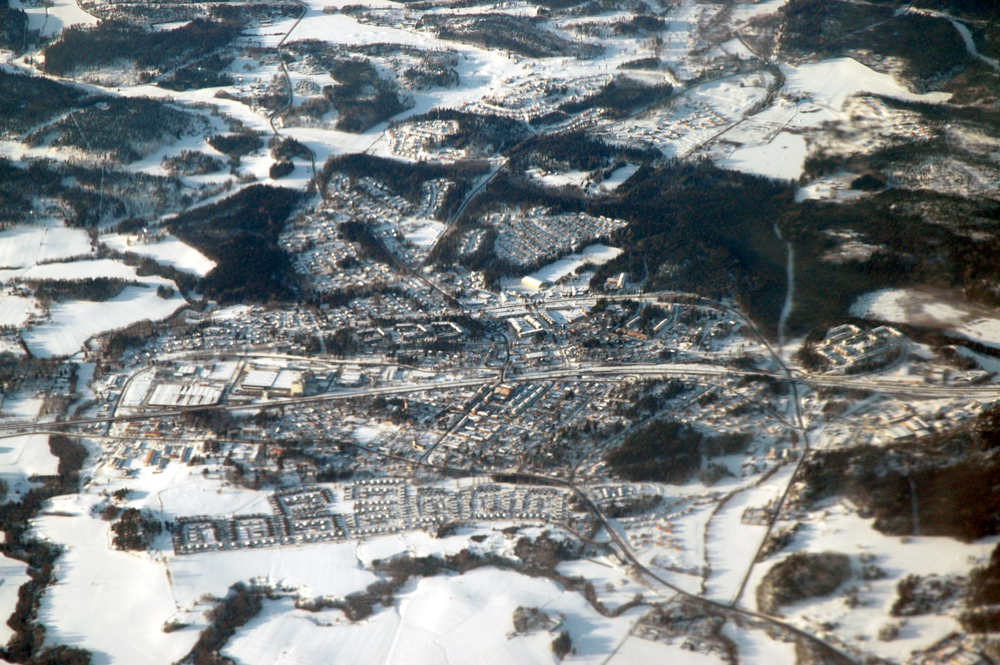
Widok z powietrza
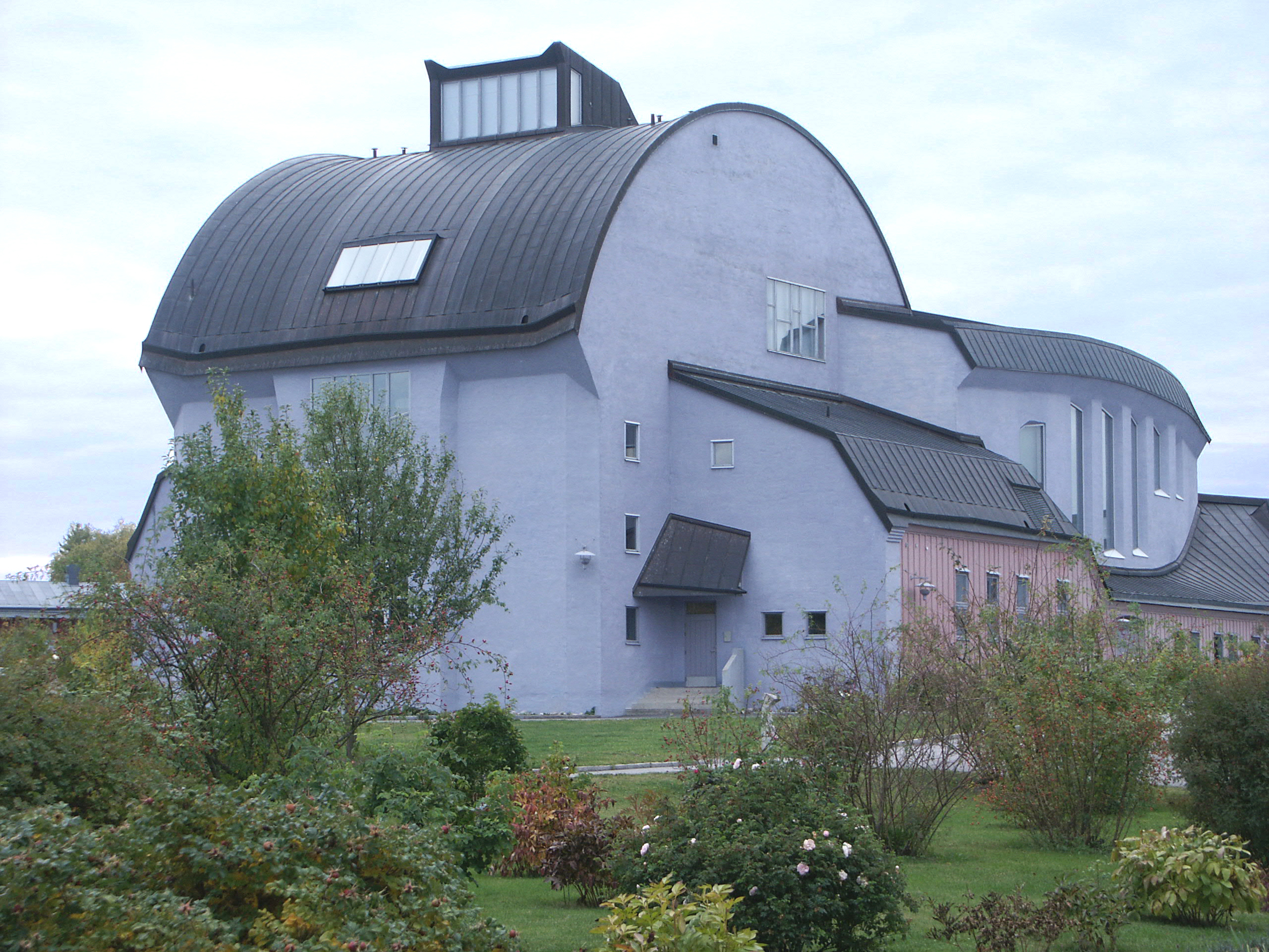
Centrum Kultury Erika Asmussena w Ytterjärna